# منذر الكسار
مُنذِر الكَسَّار (ولد 1945 م) تاجر أسلحة سوري ثري، زوَّد كثيرًا من الجماعات المقاتلة بالسلاح بطرائقَ غير شرعية، وكان على عَلاقات مشبوهة بجهات مختلفة، واتُّهم بالضلوع في عمليات اغتيال. لُقِّب بالطاوس، وبأمير ماربيلا. أقام في بريطانيا واعتقلته الحكومة البريطانية عدَّة مرَّات وكان في كل مرَّة يخرج من الاعتقال لعدم كفاية الأدلة. ثم استقرَّ في إسبانيا حتى اعتقلته الحكومة الإسبانية عام 2008، وسلَّمته للحكومة الأمريكية، فحُكم عليه بالسَّجن 30 عامًا.

## سيرته
وُلد مُنذر الكسار في مدينة حماة بسورية، عام 1945، وترعرع في أسرة ميسورة، لأب يعمل سفيرًا في عدد من الدول. 
عاش في ولاية نيوبرونزويك الكندية مع أسرته، وحصل على رخصة قيادة مِروحية عام 1974. ويقول الكسار إنه بدأ تجارة الأسلحة في السبعينيات، عندما طلب منه قادة يمنيون تزويدهم ببنادقَ ومسدَّسات بولندية.
اعتُقِل في بريطانيا بتهمة ترويج الحشيش المخدِّر، نهاية السبعينيات. وأبعدته السلطات من الأراضي البريطانية في 1984. ثم توجه الكسار إلى مدينة ماربيلا الإسبانية، ليقيم فيها حتى اعتقاله في عام 2008.
بدأت الشكوك الدَّولية تحوم حوله عام 1987، حين اشتُبه بضلوعه في قضية بيع أسلحة للمسلَّحين في نيكاراغوا. وحسب مصادر أممية فإن الكسار باع كمِّيات كبيرة من الأسلحة، بطريقة غير شرعية، إلى البوسنة وكرواتيا، في إبَّان الحرب الأهلية في التسعينيات. وتُوجِّه له جهات غربية تهمة تزويد الفصائل الصومالية المتناحرة بالسلاح والذخيرة. 
حاول الكسار أو الطاوس أو أمير ماربيلا اللقب الذي بات يُطلق عليه بعد استقراره في المدينة الإسبانية، أن ينتقل إلى الأرجنتين بمساعدة الرئيس السابق كارلوس منعم الذي يتحدَّر من مدينة يبرود السورية. وقيل إنه حصل على جواز سفر أرجنتيني وكان على وَشْك الانتقال إلى بيونس آيرس.
وضعته الحكومة العراقية في يوليو عام 2006 على لائحة أهم المطلوبين، وكان تصنيفه الرقم 26؛ لكونه المموِّلَ الرئيس للجماعات المسلَّحة في العراق.
في عام 2008 سلَّمت الشرطة الإسبانية رجلَ الأعمال السوري منذر الكسار للقضاء الأميركي، حيث تتَّهمه واشنطن بسعيه لبيع أسلحة للقوَّات الثورية الكولومبية «فارك»، وقد نفى هذه التهمة، ولكن حُكم عليه بالسَّجن 30 عامًا.

## وصلات خارجية
- من هو الرجل الذي صنفته أمريكا كأخطر رجل عربي بالتاريخ الحديث؟ منذر الكسار - أبو الصادق